# عصعوص حديث
عصعوص حديث (الاسم العلمي Neococcyx mccorquodalei)، هو طائر منقرض من عصور ما قبل التاريخ، المعروف منهُ بقايا  جمجمة تعود لأواخر العصر الإيوسيني (التشادروني) في كندا
.